# Refuge glaciaire
Pour les articles homonymes, voir Refuge.

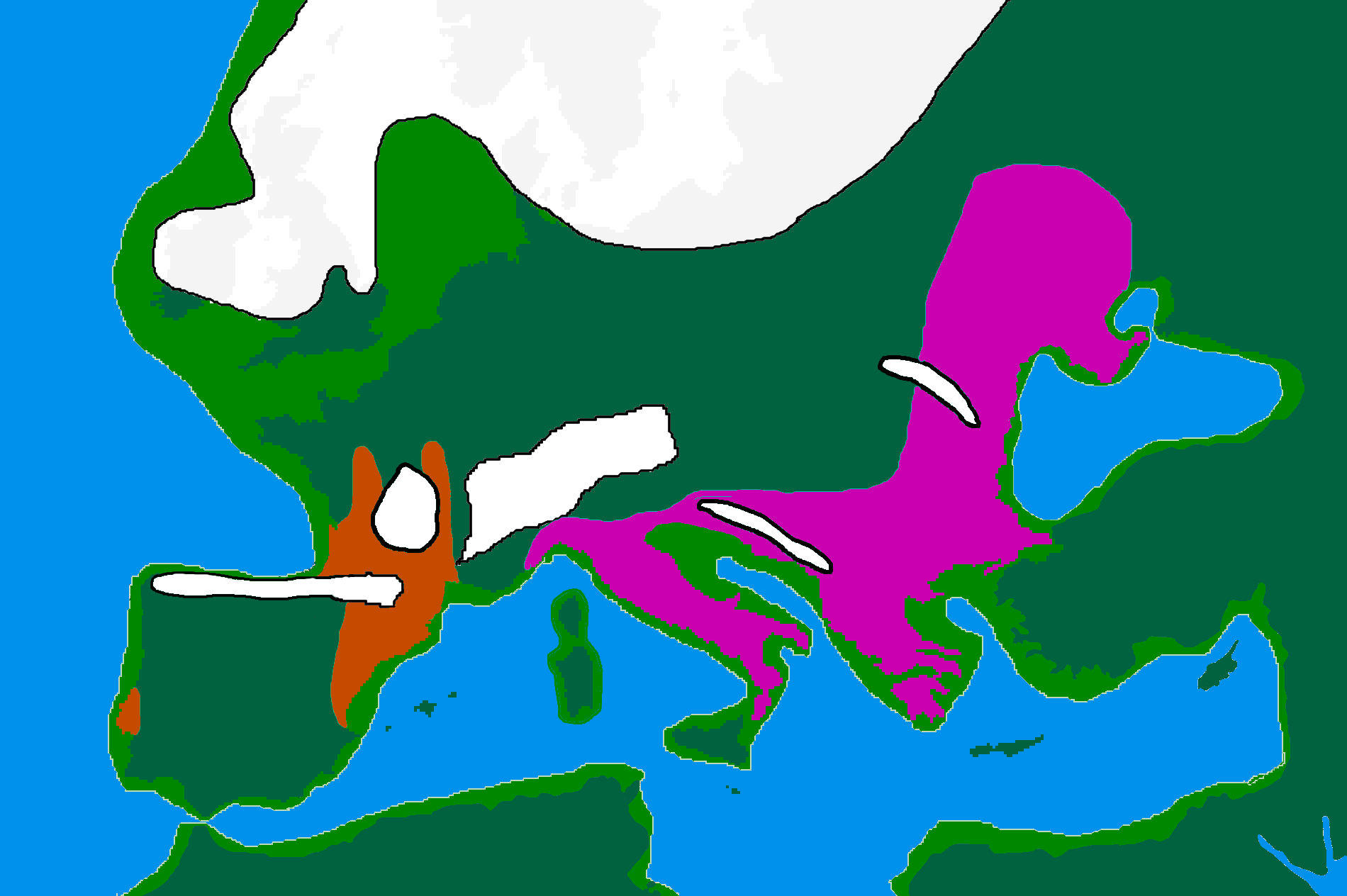
Lors du maximum glaciaire, les populations humaines du Paléolithiques se replient dans des zones refuges.
Solutréen
Épigravettien

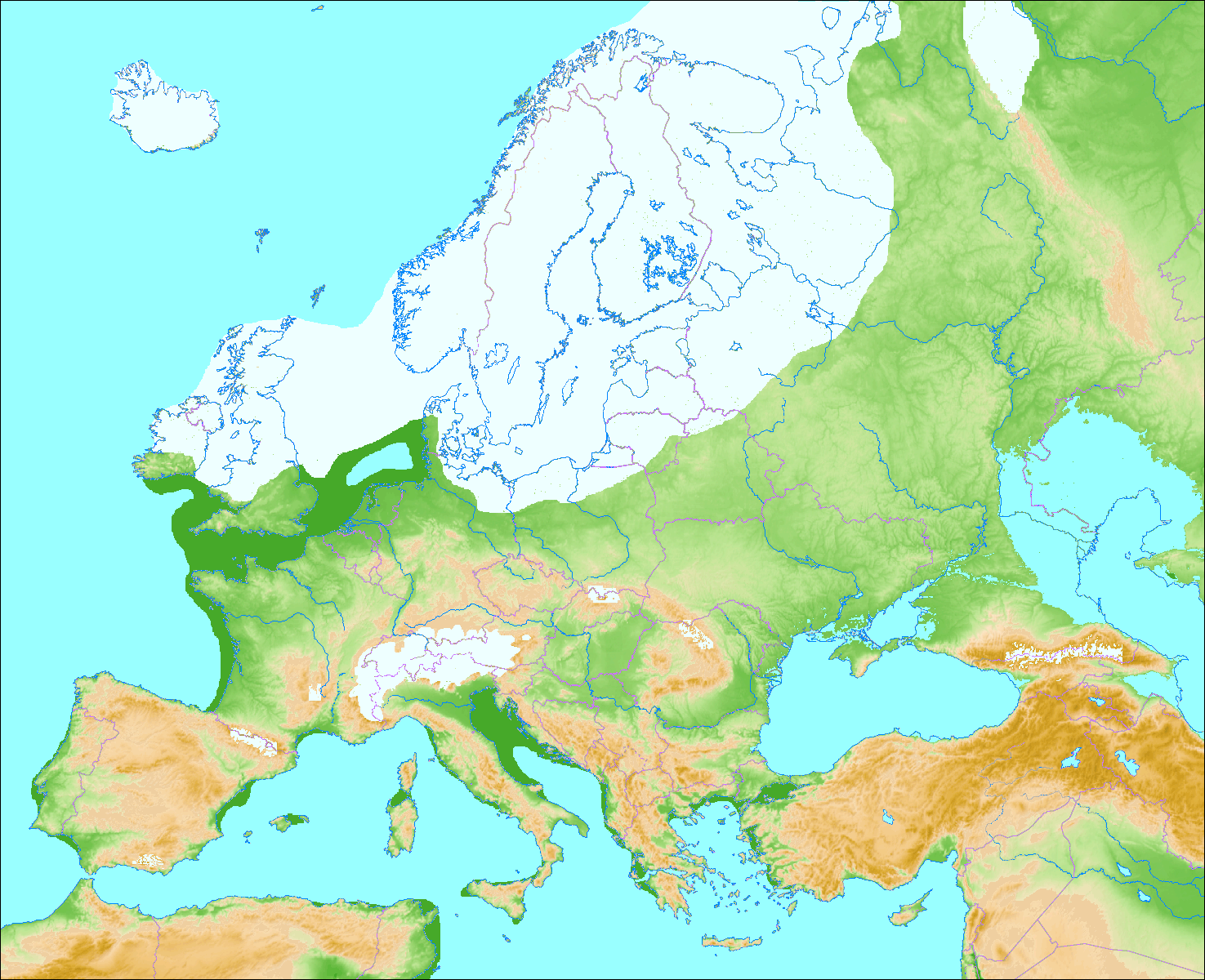
Lors de la dernière période glaciaire, la steppe à mammouths est au cœur de l'Europe.

En paléoécologie, un refuge glaciaire ou une zone refuge est un lieu où diverses espèces animales et végétales ont pu migrer et survivre durant les périodes glaciaires, grâce à des conditions microclimatiques plus favorables.
Les voies et les phases de recolonisation post-glaciaire (migration, à partir des refuges climatiques glaciaires, vers de nouvelles zones) font l'objet d'études paléoécologiques basées sur des données génétiques et palynologiques,.

## En zone tempérée
En zone tempérée, la succession de périodes glaciaires et interglaciaires au cours du quaternaire se traduit par des migrations de grande amplitude. Durant les phases glaciaires, les espèces des faunes et des flores vasculaires sont repoussées vers les péninsules méditerranéennes (hypothèse des refuges méditerranéens) ou plus au nord (hypothèse des microrefuges nordiques) et recolonisent l'Europe, l'Amérique du Nord et l'Asie au cours des périodes interglaciaires. La présence de barrières géographiques en Europe, notamment la chaîne alpine et la mer Méditerranée, a conduit à l’élimination de nombreuses espèces forestières « sur le continent européen principalement au cours des premières glaciations (2,4 à -1,7 millions d’années). La majorité des genres était représentée par des espèces sur les 3 continents de l’hémisphère Nord à la fin du Tertiaire. À l’heure actuelle, la flore forestière ligneuse européenne est beaucoup plus pauvre en genres et en espèces qu’en Amérique du Nord ».

Selon la première hypothèse, les données palynologiques disponiblesindiquent que, lors de la dernière glaciation les 3 principaux refuges primaires européens ont été les péninsules ibérique, italienne et balkanique,, les espèces se repliant aussi dans des refuges secondaires (côtes, vallées côtières, plateaux continentaux côtiers épargnés par l'inlandsis, falaises de moyenne montagne bien exposées).

Les refuges glaciaires ont longtemps été considérés comme les zones actuelles les plus riches en biodiversité intraspécifique, mais ce n'est pas le cas. Les études de variation de l'ADN chloroplastique de 22 arbres et arbustes européenne échantillonnés dans les mêmes forêts ont montré que la plupart de ces espèces ont des populations génétiquement divergentes dans les régions méditerranéennes, notamment celles à faibles capacités de dispersion des graines. Cependant, les populations génétiquement les plus diverses ne sont pas situées dans le sud, mais à des latitudes intermédiaires, ce qui appuie l'hypothèse des microrefuges nordiques. On suppose que c'est une conséquence probable du croisement de lignées divergentes ayant colonisé les espaces rendus disponible à chaque recul des vagues glaciaires à partir de différents refuges. Certains animaux transportant des graines (geais, écureuils, etc.) ont sans doute aussi joué un rôle en tant que disperseurs.